# Ранний Ранок
Ранний Ранок (укр. Ранній Ранок) — село,
Гейковский сельский совет,
Криворожский район,
Днепропетровская область,
Украина.
Код КОАТУУ — 1221881406. Население по переписи 2001 года составляло 634 человека.
Является административным центром Гейковского сельского совета, в который, кроме того, входят сёла
Гейковка, 
Ивановка,
Кривбасс,
Новый Кременчук и 
Павловка.

## Географическое положение
Село Ранний Ранок
находится у истоков реки Вербовая,
примыкает к сёлам Кривбасс и Гейковка.
Через село проходит железная дорога, станция Гейковка.

## История
- 1922 — дата основания.
- В 1929 году создан первый колхоз «Наша воля».

## Экономика
- ООО «Агро Груп».
- «Гейковское», ОАО.

## Объекты социальной сферы
- Школа.
- Детский сад.
- Клуб.
- Фельдшерско-акушерский пункт.

## Достопримечательности
- Братская могила советских воинов.